# Adi Purwa
Adi Purwa is een bestuurslaag in het regentschap Tanjung Jabung Barat van de provincie Jambi, Indonesië. Adi Purwa telt 1136 inwoners (volkstelling 2010).